# Galeria Oamenilor de Seamă din Fălticeni
Galeria Oamenilor de Seamă din Fălticeni este un muzeu memorial înființat în anul 1972 în municipiul Fălticeni, județul Suceava. Muzeul este găzduit de o casă construită în 1850 și donată de scriitorii Horia și Vasile Lovinescu, care se află situată pe Strada Sucevei nr. 91, în centrul orașului. 
Galeria Oamenilor de Seamă a fost inclusă pe Lista monumentelor istorice din județul Suceava din anul 2015 la numărul 264, având codul de clasificare  SV-II-m-B-05545.

## Istoric
În a doua jumătate a secolului al XX-lea a apărut la Fălticeni ideea înființării unui muzeu care să evidențieze ceea ce a însemnat acest oraș pentru cultura românească, prin numărul ridicat de personalități care s-au născut, s-au format ori au creat aici. Astfel, sub directa îndrumare a cronicarului Eugen Dimitriu, la data de 16 iunie 1972 este inaugurată Galeria Oamenilor de Seamă, instituție muzeală cu titulatură originală și unică în România. 

Vasile Lovinescu

Spațiul care adăpostește muzeul a fost asigurat de casa donată de scriitorii fălticeneni Horia Lovinescu (1917-1983) și Vasile Lovinescu (1905-1984), cunoscute personalități ale culturii românești. Casa datează din anul 1850, fiind considerată monument istoric. A fost reabilitată cu fonduri de la bugetul local, lucrările fiind terminate la începutul anului 2012. În imediata vecinătate se află o altă clădire cu valoare de monument istoric, Casa lui Eugen Lovinescu, care datează din același an.
Fondul memorialistic al muzeului s-a îmbogățit treptat, Galeria Oamenilor de Seamă devenind în timp o frescă a vieții și creației unor personalități ale culturii, artei și științei românești.

## Autori și exponate
Colecția Galeriei Oamenilor de Seamă cuprinde o serie de documente și exponate diverse, prin care înfățișează fragmente din viața și activitatea a peste 50 de personalități, oameni de cultură iluștri, originari din Fălticeni și din împrejurimi, care au trăit o parte a vieții ori au creat în acest oraș: scriitorii Nicu Gane, Ion Creangă, Nicolae Beldiceanu, Mihail Sadoveanu, Horia Lovinescu, Sofia Cocea, Ion Dragoslav, Anton Holban, Nicolae Labiș, Ion Băieșu, Vasile Savel, Aurel George Stino, Nicolae Jianu, Mihail Șerban, criticii și istoricii literari Eugen Lovinescu, Vasile Lovinescu, Monica Lovinescu, folcloriștii Arthur Gorovei, Mihai Lupescu, Alexandru Vasiliu Tătăruși, actorii Matei Millo, Grigore Vasiliu-Birlic, Jules Cazaban, pictorii Aurel Băeșu, Ștefan Șoldănescu, Dimitrie Hîrlescu, oamenii de știință Dimitrie Leonida, Nicolae Grigoraș și mulți alții.
Muzeul este constituit din patru încăperi în care sunt expuse cărți, manuscrise, fotografii, tablouri, scrisori, busturi, documente și alte exponate cu valoare culturală și istorică. De asemenea, muzeul găzduiește și Centrul cultural româno-american, finanțat de prof. univ. dr. Eliot Sorel, cetățean american născut în Fălticeni.

## Imagini

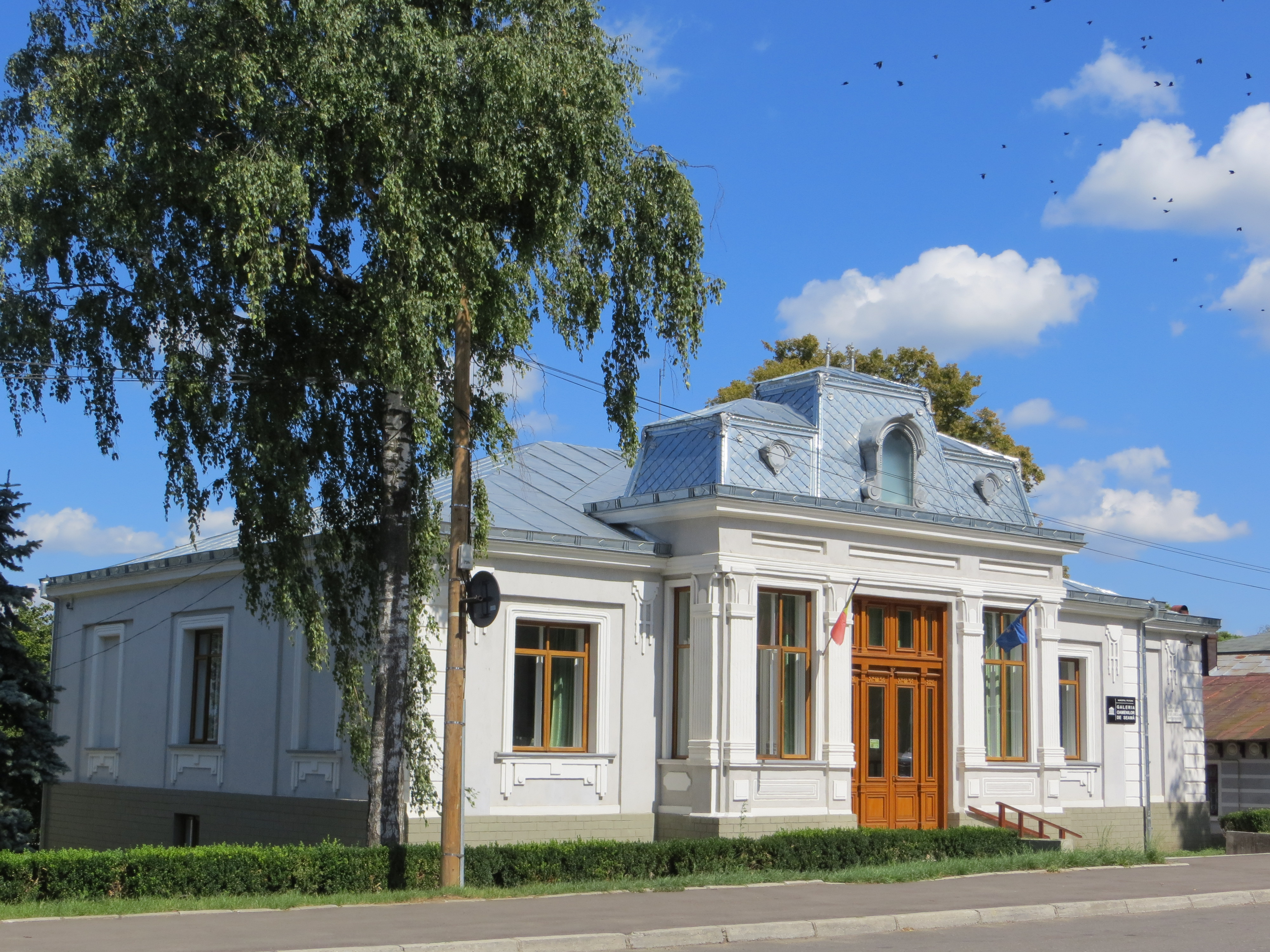
Clădirea muzeului
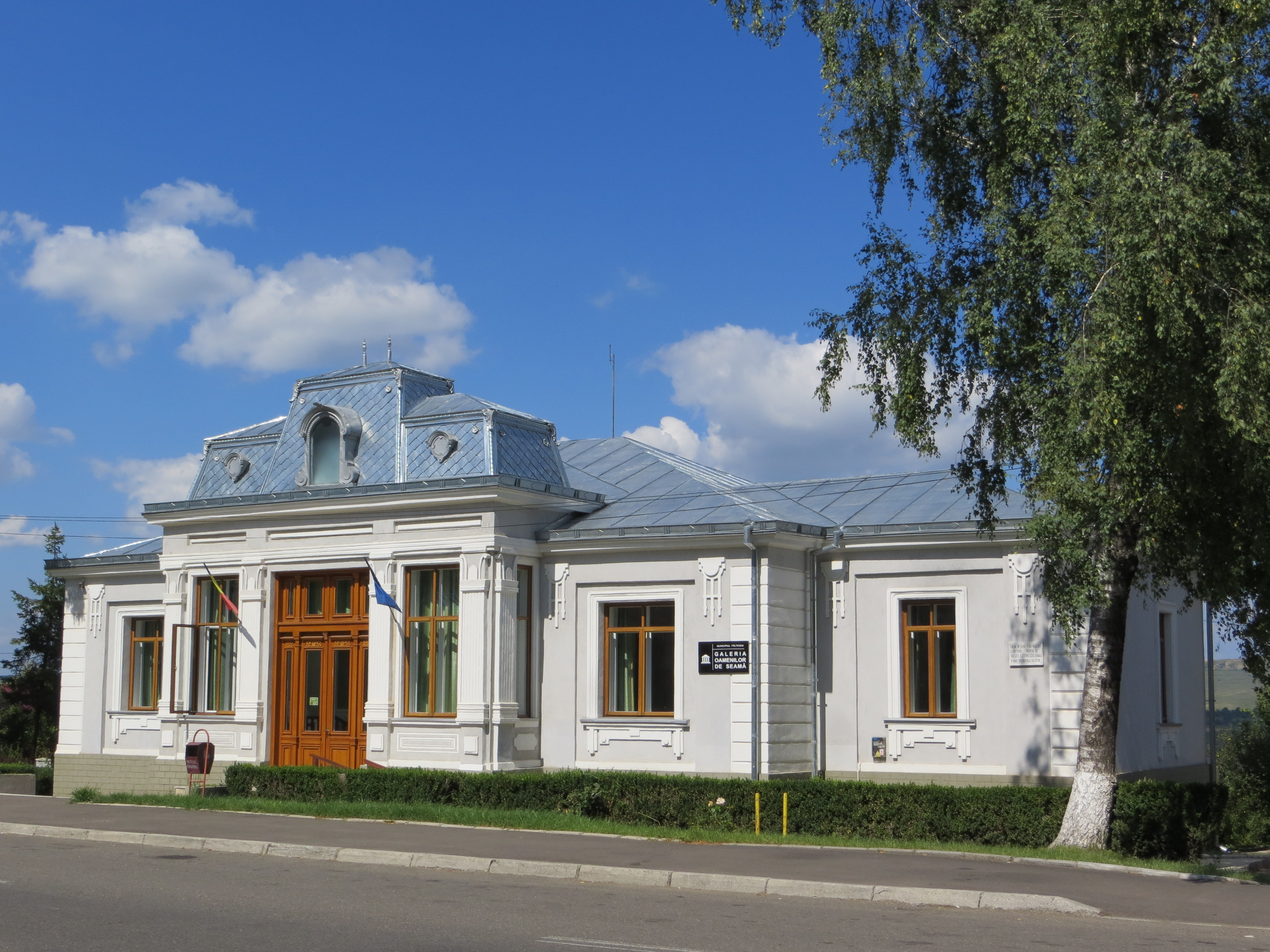
Clădirea muzeului
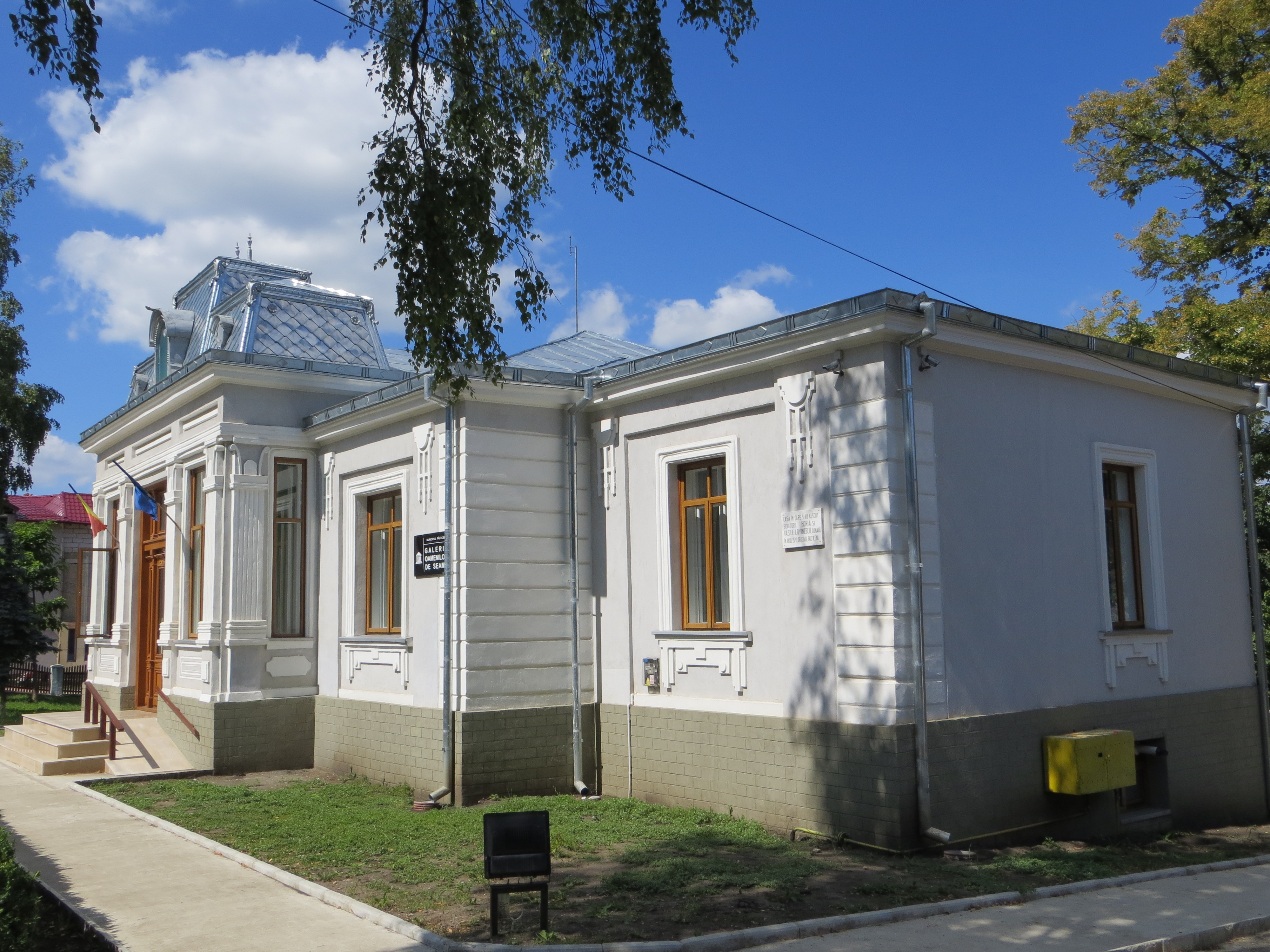
Clădirea muzeului
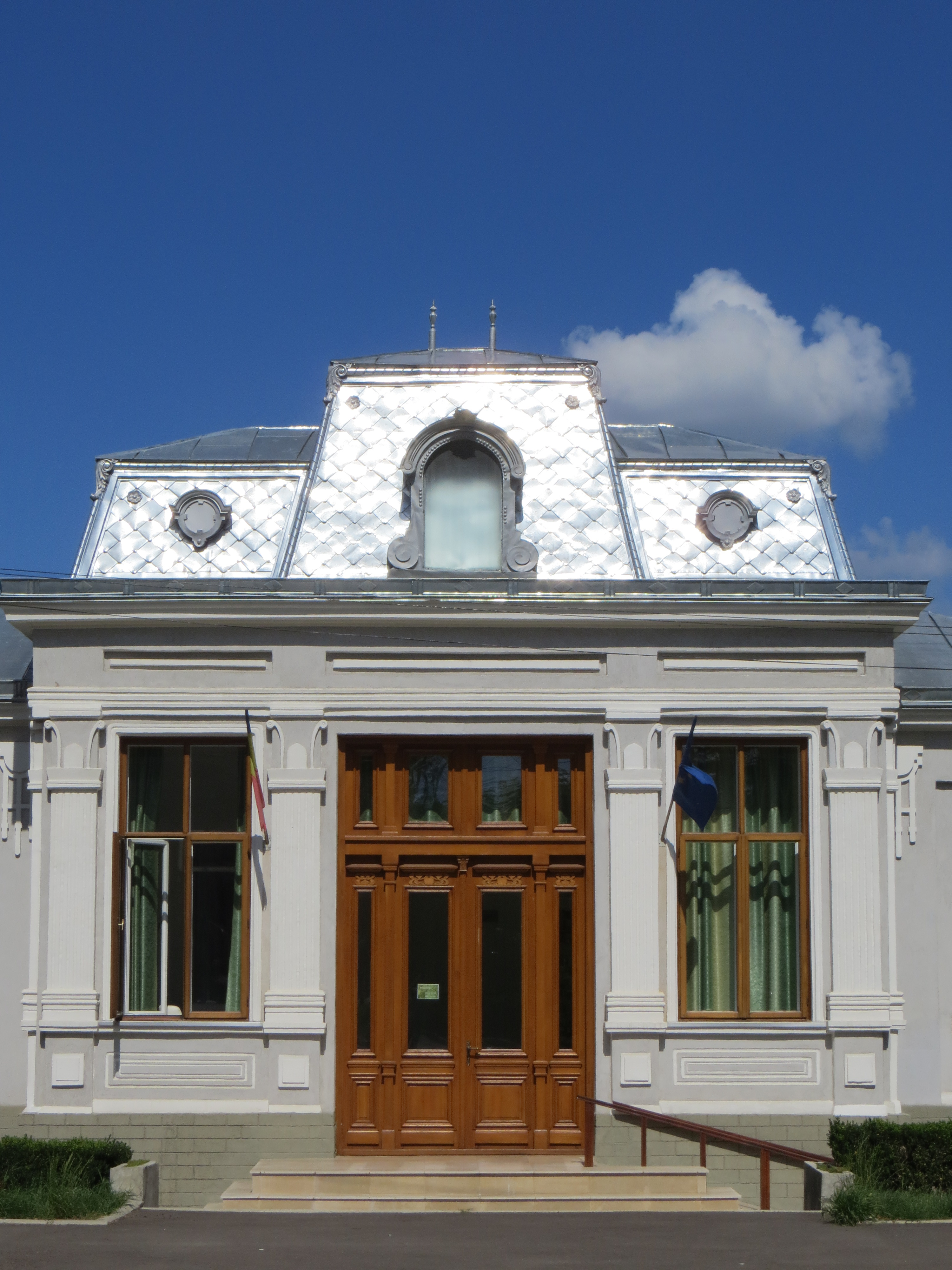
Intrarea în muzeu
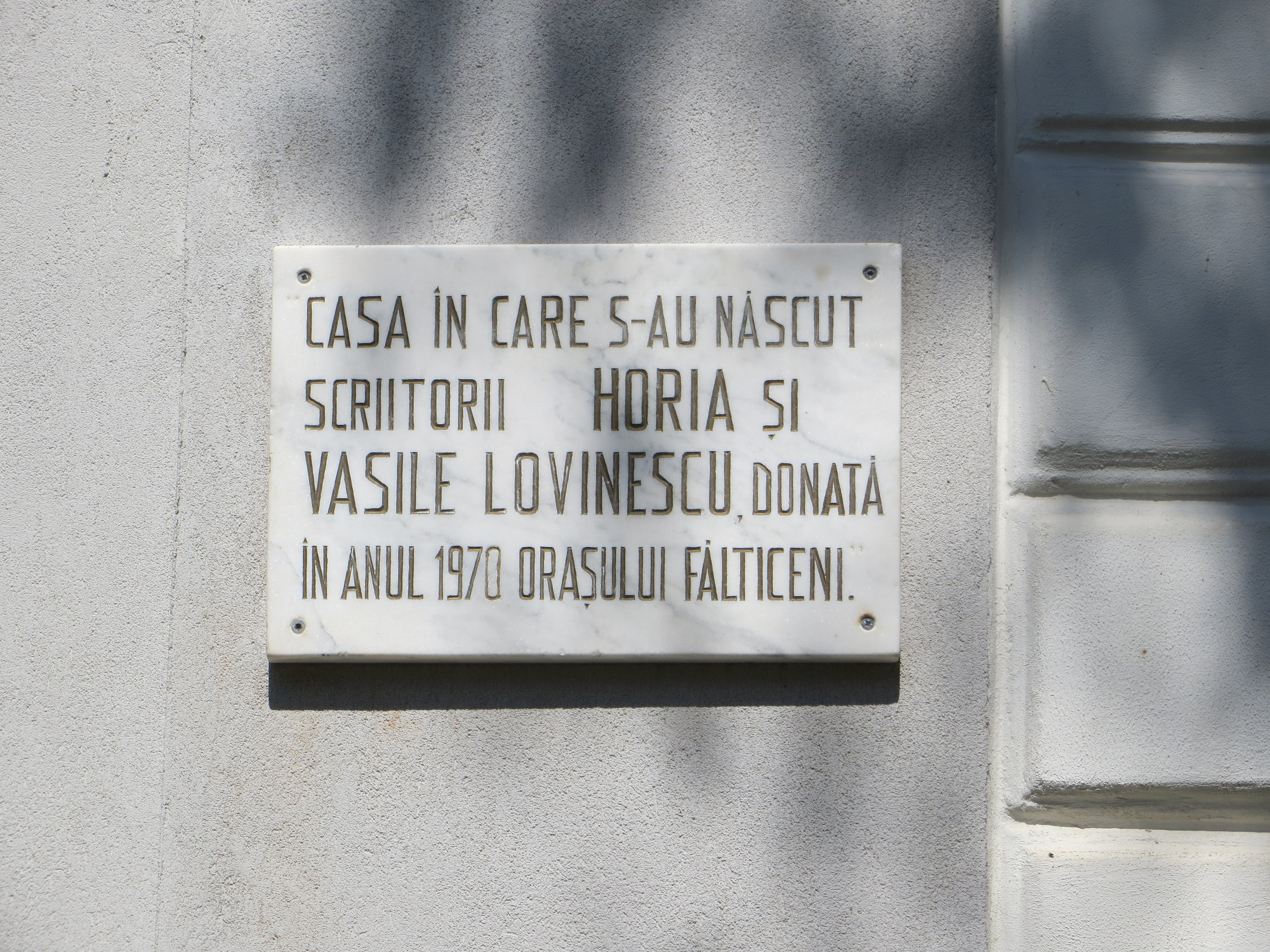
Placă memorială amplasată pe peretele muzeului
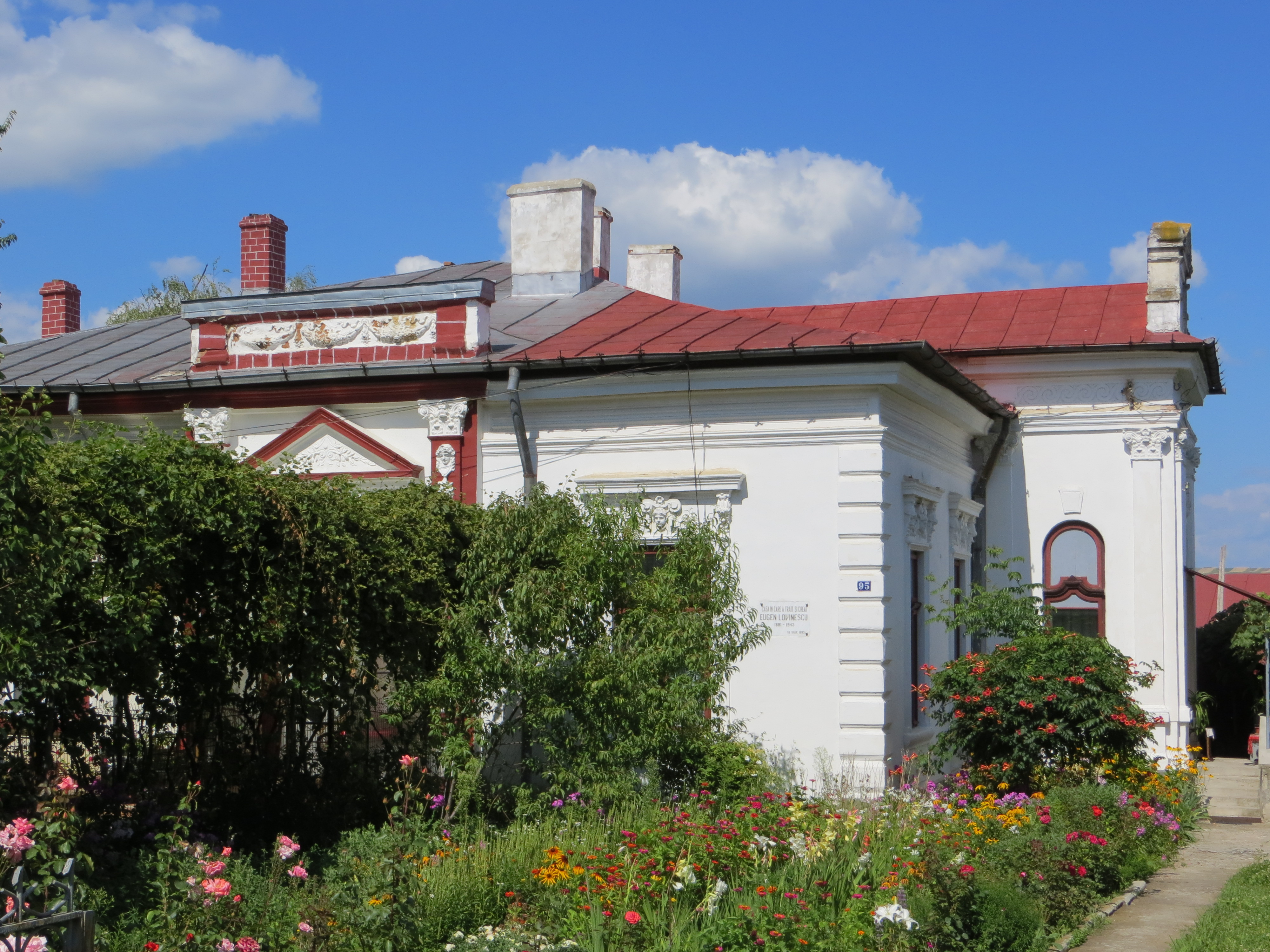
Casa lui Eugen Lovinescu, situată în apropierea muzeului